# For the Sick
Emetic Records veröffentlichte am 20. März 2007 das Tribute-Doppelalbum For the Sick mit einer Vielzahl an Bands des amerikanischen Metal- und Hardcore-Underground. Der Inhaber von Emetic Records Steve Rarick stellte gemeinsam mit dem Geschäftsführer der Firma Chris Johnson die Kompilation zusammen, um die Mitglieder von EyeHateGod zu unterstützen, nachdem deren Leben in der Folge des Hurrikan Katrina stark beeinträchtigt wurde.

## Geschichte
Hurrikan Katrina traf am 29. August 2005 New Orleans mit verheerenden Auswirkungen auf die Stadt und deren Bewohner, zu welchen auch die Mitglieder von EyeHateGod gehörten. Brian Patton verlor einen engen Freund. Mike Williams und Gary Marder wurden durch den Hurrikan obdachlos. Williams verbrachte hinzukommend 91 Tage in Haft und unterzog sich dort einem kalten Entzug. Auch das Haus, in welchem Jimmy Bower mit seiner Familie lebt, wurde stark beschädigt. Die zum Teil mittellos gewordenen Bandmitglieder wurden lange durch die Folgen der Ereignisse in Mitleidenschaft gezogen.
Die langjährigen Freunde der Band Rarick und Johnson entschieden sich daher, die Band zu unterstützen.

„Alle an der Veröffentlichung beteiligten Künstler sind Freunde oder Fans der Sludgelegende und wir sind glücklich, die Besten des Undergrounds zu haben um EYEHATEGOD, welche in den Folgen von Katrina bedeutend beeinträchtigt wurden, zu unterstützen.“

Unter anderem beteiligten sich Brutal Truth, die sich für ihren Beitrag wiedervereinten, Mouth of the Architect, Kylesa, Minsk und Unearthly Trance. Insbesondere die Reunion von Brutal Truth hebt Mike Williams als persönlich bedeutsam hervor.

„Mit den Jungs von BRUTAL TRUTH bin ich seit meines Aufenthalts in Brooklyn, New York City, befreundet. […] Ich war dann natürlich total aufgeregt, als ich hörte, dass wir eine Rolle bei ihrer Reunion gespielt haben. […] Meiner Meinung nach ist ihre Coverversion von „Sister Fucker“ einer der besten Songs auf der Tribut-Scheibe.“

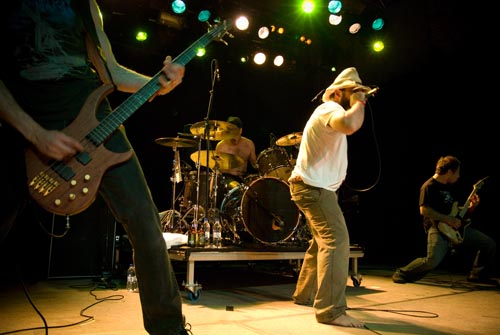
Die wegen des EyeHateGod-Tribut-Albums frisch wiedervereinten Brutal Truth im Jahr 2007 auf dem Bergen Metal Fest

Dan Lilker, Gründer und Bassist von Brutal Truth, erläuterte die Teilnahme an dem Tributalbum und der extra hierzu erfolgten Wiedervereinigung seiner Band als karitatives Anliegen gegenüber den Mitgliedern von EyeHateGod.

„Hurrikan Katrina zerstörte eine Menge Besitz um Louisiana, inklusive jenem von einigen EyeHateGod-Mitgliedern, welche alle ihre Wohnungen und ihren Kram verloren. Also wandten sich diese Typen [Rarick und Johnson] an die Szene, und wenn es eine Möglichkeit gäbe, ein Tributalbum mit Bands, die EyeHateGod-Cover spielen, zusammenzustellen, könnten sie [EyeHateGod] die Erträge nutzen, um auf die Beine zu kommen. Nur zum Spaß fragten sie, ob es eine Chance gäbe, dass Brutal Truth mit darauf wären, denn eine Band wie unsere, die sich schon vor einigen Jahren aufgelöst hatte, wäre ein guter Verkaufsfaktor und würde eine Menge Aufmerksamkeit erzeugen.“

## Titelliste
Die Stücke sind auf dem Tributsampler chronologisch nach den originalen Albumveröffentlichungen sortiert. Die erste CD enthält von 1 bis 7 Titel des Albums In the Name of Suffering, von 8 bis 15 von Take as Needed for Pain und von 16 bis 18 von Dopesick. Die zweite CD enthält von 1 bis 6 weitere Stücke von Dopesick, von 7 bis 9 Titel, die auf Southern Discomfort zusammengestellt waren, von 10 bis 14 Stücke von Confederacy of Ruined Lives sowie zwei folgende Titel von Preaching the "End-Time" Message, einen unveröffentlichten Song und einen als Outro genutzten Radioanruf in einer Sendung mit Mike Williams.

### CD 1
1. Dot(.) – Man Is Too Ignorant to Exist – 2:48
2. Unearthly Trance – Shinobi – 5:12
3. Cable – Pigs – 3:47
4. Bowel – Run It Into the Ground – 3:15
5. Alabama Thunderpussy – Godsong – 3:34
6. Deadbird – Children of God – 6:22
7. Kylesa – Left to Starve – 2:52
8. Rue – Blank – 7:16
9. Brutal Truth – Sister Fucker – 3:34
10. Byzantine – Shop Lift -3:36
11. Buried at Sea feat. Kevin Sharp – White Nigger – 5:07
12. Raging Speedhorn – 30$ Bag – 2:57
13. The Unholy 3 – Take as Needed for Pain – 10:01
14. The Esoteric – Crimes Against Skin – 5:58
15. Total Fucking Destruction – Kill Your Boss – 1:42
16. Triac – My Name Is God (I Hate You) – 5:45
17. One Dead Three Wounded – Dogs Holy Life – 1:11
18. Halo of Locusts – Dixie Whiskey – 3:00

### CD 2
1. Minsk – Ruptured Heart Theory – 6:58
2. Ramesses – Lack of All Most Everything – 4:05
3. The Mighty Nimbus – Zero Nowhere – 3:45
4. Lair of the Minotaur – Peace Thru War (Thru Peace and War) – 2:21
5. Sourvein – Broken Down but Not Locked Up – 3:52
6. Bloody Panda – Anxiety Hangover – 10:06
7. Mouth of the Architect – Story of the Eye – 3:22
8. Left in Ruin – Southern Discomfort – 5:18
9. Watch Them Die – Serving Time in the Middle of Nowhere – 3:16
10. Ozenza – "Revolution/Revelation" – 3:16
11. Swarm of the Lotus – Blood Money – 4:21
12. Ichabod – Jack Ass in the Will of God – 4:12
13. Kill the Client – The Confusion Machine Process" – 2:14
14. Sow Belly – 99 Miles of Bad Road – 3:54
15. If He Dies He Dies – Age of Bootcamp – 4:58
16. The Nain Rouge – I Am the Gestapo – 4:58
17. The Unholy 3 – Torn Between Suicide and Breakfast 4:14
18. Mike Williams – Kiss My Ass Monday 0:11

## Nachweise

### Zitate im originalen Wortlaut
1. ↑  All the artists involved in the release are friends or fans of the sludge legends and we are happy to have the best of the underground to show their support of EYEHATEGOD, who suffered substantial losses in the wake of Hurricane Katrina.
2. ↑  Hurricane Katrina damaged a lot of property around Louisiana, including a couple of members of Eyehategod who all lost their homes and their stuff got all fucked up. So those guys[Rarick und Johnson] reached out to the scene, and if there was any way that they could put together a tribute record of bands doing Eyehategod covers, they[EyeHateGod] would basically be able to use the proceeds from that to get back on their feet. Just for the hell of it, they reached out to see whether there was any way that Brutal Truth would be on it, because having a band like us on who'd been broken up for a couple of years would be quite a strong selling point and help it get a lot of attention.